# Seth Curry
Seth Adham Curry, född 23 augusti 1990 i Charlotte, North Carolina, är en amerikansk basketspelare i Charlotte Hornets. Currys far, Dell Curry, var också professionell basketspelare i NBA som spelade i Charlotte Hornets under större delen av sin karriär, och var, liksom Seth, känd som en duktig skytt. Dell Curry arbetar idag som expertkommentator för det nuvarande NBA-laget Charlotte Hornets. Seths bror, Stephen Curry, spelar också professionell basket, i Golden State Warriors.

## Lag
- Memphis Grizzlies (2013–2014)
- Cleveland Cavaliers (2013–2014)
- Phoenix Suns (2014–2015)
- Sacramento Kings (2015–2016)
- Dallas Mavericks (2016–2017)
- Portland Trail Blazers (2018–2019)
- Dallas Mavericks (2019–2020)
- Philadelphia 76ers (2020–2022)
- Brooklyn Nets (2022–2023)
- Dallas Mavericks (2023–2024)
- Charlotte Hornets (2024–)